# Saint-Paulien
Saint-Paulien é uma comuna francesa na região administrativa de Auvérnia-Ródano-Alpes, no departamento de Alto Loire. Estende-se por uma área de 40,7 km². Em 2010 a comuna tinha 2 481 habitantes (densidade: 61 hab./km²).